# Ligne de Solør
La ligne de Solør (Solørbanen en norvégien)  est une ligne ferroviaire norvégienne consacrée aujourd'hui au transport du fret de Kongsvinger (où elle rejoint la ligne de Kongsvinger) à Elverum (où elle rejoint la ligne de Røros).  La ligne fait 94 km de long et fait partie des quelques lignes de Norvège qui ne sont pas électrifiées.

## Histoire
La ligne a été achevée le 4 décembre 1910 mais la liaison de Flisa à Kongsvinger avait été ouverte en 1893. Le trafic  passagers sur la ligne a été abandonné en 1994.

Après la locomotive à vapeur, le transport se faisait par autorail diesel de type NSB 86.

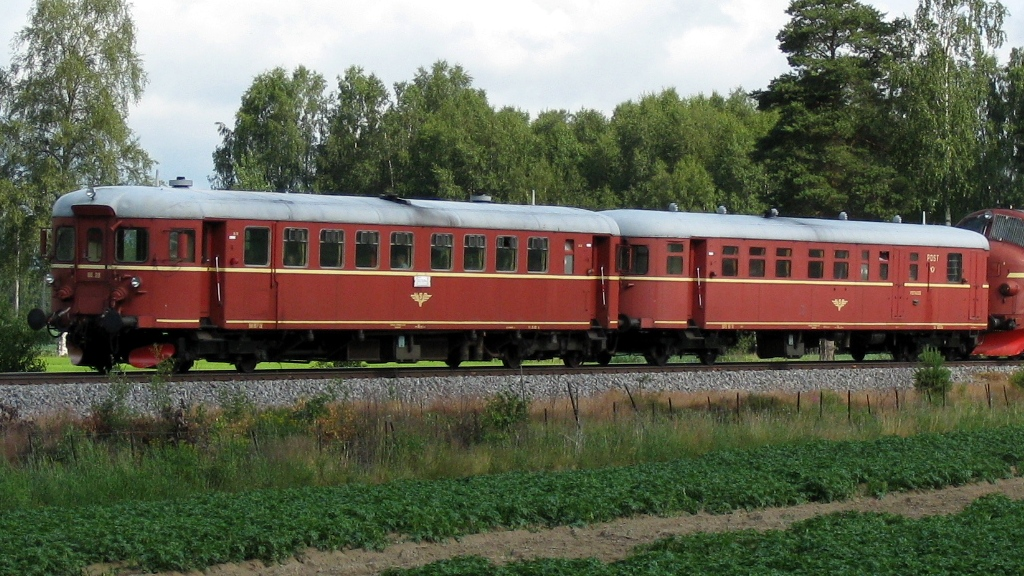
Autorail NSB type 86 sur la ligne de Solør

 Les gares les plus importantes  étaient celles de Kirkenær, Flisa et Braskereidfoss. Cette dernière est la seule qui connaisse aujourd'hui une activité continue. 
L'express qui relie Oslo à Trondheim et qui emprunte en temps normal la ligne de Røros a emprunté la ligne de Solør de 1943 à 1946 et de 1986 à 1989. Durant la période 1986-1991, des trains de nuit circulaient sur la ligne.

## Transport du fret
La ligne ne sert plus exclusivement qu'au transport du fret. C'est le tronçon entre Elverum et Braskereidfoss qui est le plus utilisé quand bien même les autres gares connaissent malgré tout une activité certes plus sporadique. C'est le bois qui constitue la quasi-totalité du fret.